# Sispiritis

Fronteira romano-persa na Antiguidade. Sispiritis está próximo a fronteira de 387

Sispiritis (em grego: Συσπιριτις, Syspiritis), Suspertis (Σουσπέρτις, Souspértis), Ispiritis (Υσπιριτις, Yspiritis), Seber, Seper (em armênio/arménio: Սպեր; romaniz.: Sber ou Sper) ou Seperi (em georgiano: სპერი; romaniz.: Speri), segundo a Geografia de Ananias de Siracena (século VII), foi um cantão (gavar) da província (ascar) de Alta Armênia, no Reino da Armênia, situado na região da Anatólia Oriental, Turquia.

## Geografia
Suas fronteiras naturais eram as colinas Viviz a Verchinim no norte, os montes Tatos e Mesjite no leste, Mairã a Quexixe no sul e Pulur e Vuvuque no oeste. Cobria cerca de seis mil quilômetros quadrados, compreendendo vagamente os cazas otomanos de Baiburte e Ispir; Suren Eremyan propôs 6 360 quilômetros quadrados. Ela fazia parte da província da Alta Armênia como um de seus cantões.

## História
A origem do nome Sispiritis é incerto, mas Heródoto menciona a tribo dos saspires na região, um grupo identificado por Cyril Toumanoff como reminiscentes dos hurritas e/ou subareus. Em momento incerto, a região foi concedida aos Bagratúnios, uma das casas nobres (nacarares) da Armênia, possivelmente em recompensa por sua perda de Bagrauandena. Ali, formaram um principado semiautônomo, centrado em Baiberta (atual Baiburte), no médio Acampsis. No tempo da Paz de Acilisena de 387, assinada pelo Império Romano do imperador Teodósio I (r. 378–395) e o Império Sassânida do xainxá Sapor III (r. 383–388), foi um dos territórios mantidos no "reino" deixado sob controle de Ársaces III (r. 378–390). Com a eventual dissolução do reino de Ársaces III em 390, em decorrência de seu falecimento, Sispiritis foi incluída na província de Armênia Interior.
Em 528, com a reorganização das províncias armênias do Império Bizantino sob Justiniano I (r. 527–565), fez parte da Armênia Magna até sua eventual transferência, em 536, à Armênia Prima, que compreendia toda a Armênia Interior e antigos territórios da Armênia Prima original. Nessa reorganização, Justiniano aboliu o principado bagrátida local, e os Bagratúnios devem ter migrado à Armênia sassânida. A província manteria tal nome até o fim do reinado de Heráclio (r. 610–641).  Após 772, quando a revolta armênia contra o Califado Abássida fracassou, a fortuna da família Bagratúnio acabou temporariamente e Asócio IV se refugiou em Sispiritis, onde tinha minas de prata. Desde o tempo de Estrabão se sabe também da existência de minas de ouro na região; o ouro foi explorado até o século XIV, e a prata até o XIX. Até ao menos 837, Sispiritis esteve sob controle dos bagrátidas armênios. Na Idade Média, foi incorporada ao Reino da Geórgia.